# Rompeprop
Rompeprop — нидерландская гор-грайнд/порно-грайнд-группа, основанная в 1999 году в Эйндховене.

## Дискография

### Студийные альбомы
- Hellcock's Pornflakes (2003)
- Gargle Cummics (2010)

### Мини-альбомы и сплиты
- Menstrual Stomphulk (2002)
- Just A Matter Of Splatter (2004, сплит с Tu Carne)
- Masters Of Gore (2006, сплит с GUT)
- To Serve — To Protect... To Kill — To Dissect / Great Grinds Drink Alike (2016, сплит с Haemorrhage)
- Rompepig (2017, сплит с Guineapig)

### Сборники
- Rest In Beer (2018)

## Состав
- Jores du True — ударные (1999 — н.в.)
- Dirty Dr. Dente — гитара (1999 — н.в.), Вокал (2003 — н.в.)
- BoneBag Rob — бас-гитара (2007 — н.в.)

### Бывшие участники
- Steven Smegma — вокал (2000—2003)
- Micheil the Menstrual Mummy — бас-гитара (2001—2007)